# August von Thomsen
August von Thomsen (Oldenswort, 6 agosto 1846 – Kiel, 26 settembre 1920) è stato un ammiraglio tedesco.

## Biografia
August von Thomsen era figlio del politico prussiano Adolf Theodor Thomsen e di sua moglie, Catharina Tönnies.
Nel periodo 1898 - 1903 egli fu il comandante della Marinestation der Nordsee a Wilhelmshaven.
La sua fama come "padre dell'artiglieria navale tedesca" risale al 1885 quando venne nominato capo cannoniere della marina e proprio in quell'anno, a bordo della SMS Bayern (1878), compì i primi esperimenti in tal senso.
Nel settembre del 1894 prese parte a numerose manovre nella flotta come comandante del terzo squadrone che comprendeva l'ammiraglia SMS Stein oltre alle navi SMS Moltke (1877), SMS Stosch e SMS Gneisenau (1879). COme
Nel 1899, come ammiraglio, venne coinvolto nella preparazione del contingente che stava spingendo per una guerra contro gli Stati Uniti. Egli però rigettò l'iniziale piano di attaccare direttamente la città di New York, preferendo invece concentrarsi su Porto Rico il che avrebbe spinto le navi americane ad abbandonare la costa e ad operare in campo aperto. L'impresa non ebbe sbocchi.
Come membro del Kaiserlicher Yacht Club si incontrò coi rappresentanti dell'Eastern Yacht Club di Boston nel settembre del 1905 per gettare le basi per una coppa sportiva tedesco-americana.
Come comandante della Marinestation der Nordsee, egli fu il supervisore (1905–08) della costruzione di una grande fortezza dotata di cannoni pesanti a Cuxhaven, alla foce del fiume Elba, per proteggerne l'estuario, la città di Amburgo e l'area del Mare del Nord da possibili attacchi nemici. Il kaiser Guglielmo II decise di chiamare la fortezza Fort Thomsen in suo onore.
Il grand'ammiraglio principe Enrico di Prussia lo descrisse come "uno dei principali riformatori del rifornimento marittimo in Germania"." Sotto il suo comando operò anche il futuroammiraglio Franz von Hipper sulla nave SMS Kurfürst Friedrich Wilhelm.

SMS Kurfürst Friedrich Wilhelm

Nel 1900, assieme alla sua controparte, l'ammiraglio Hans von Koester, comandante della seconda divisione del Baltico a Kiel, obiettò alla scarsa preparazione dello staff dell'ammiragliato sotto la direzione di Otto von Diederichs e, sempre come Koester, si oppose alla proposta di Diederichs di utilizzare fondi straordinari per sostenere l'ampliamento dello staff dell'ammiragliato e la creazione di una sezione di intelligence separata, oltre ad opporsi alla chiusura dell'accademia navale di Berlino.
Durante la prima guerra mondiale si oppose alla politica "morbida" del cancelliere Theobald von Bethmann-Hollweg nei confronti del Regno Unito riportando alla ribalta la questione della guerra sottomarina con gli inglesi. Il 30 luglio 1916 parlò a lungo in questa direzione in un incontro tenutosi a Monaco di Baviera.
Nel 1916 venne ammesso a far parte della nobiltà prussiana, e nel 1918 venne assegnato alla nave ausiliaria (215 ton Trawler FV) che prese da lui il nome Admiral von Thomsen.
August von Thomsen trascorse gli ultimi anni della sua vita a Kiel nella famosa 'Villa Barbara', dal nome che egli gli diede in onore di Santa Barbara, patrona degli artiglieri. Morì a Kiel il 26 settembre 1920 dopo aver visto dissolversi l'impero e la marina tedesca.